# Theo Welzenbach
Thomas Johannes Franciscus (Theo) Welzenbach (Rotterdam, 16 december 1871 – Scheveningen, 16 juni 1938) was een Nederlands biljarter. Hij nam tussen seizoen 1912–1913 en 1915–1916 deel aan twee nationale kampioenschappen.

## Deelname aan Nederlandse kampioenschappen in de Ereklasse
| Nr. | Kampioenschap     | Plaats   | Klassering | Alg. gemiddelde |
| --- | ----------------- | -------- | ---------- | --------------- |
| 1.  | AK 45/2 1912–1913 | Arnhem   | 3e         | 6,30            |
| 2.  | AK 45/2 1915–1916 | Den Haag | 7e         | 6,80            |